# (6152) Empédocle
(6152) Empédocle, désignation internationale (6152) Empedocles, est un astéroïde de la ceinture principale.

## Description
(6152) Empédocle est un astéroïde de la ceinture principale. Il fut découvert par Eric Walter Elst le 3 avril 1989 à La Silla. Il présente une orbite caractérisée par un demi-grand axe de 2,5669 UA, une excentricité de 0,2043 et une inclinaison de 5,6332° par rapport à l'écliptique.
Il fut nommé en hommage au philosophe, ingénieur et médecin grec (de Sicile) du Ve siècle av. J.-C., Empédocle.

## Compléments